# Pseudimares iris
Pseudimares iris is een insect uit de familie van de mierenleeuwen (Myrmeleontidae), die tot de orde netvleugeligen (Neuroptera) behoort. 
Pseudimares iris is voor het eerst wetenschappelijk beschreven door Kimmins in 1933.